# Воздушный налёт на штаб-квартиру гестапо в Осло (1942)
Воздушный налёт на штаб-квартиру гестапо в Осло (25 сентября 1942 года) — налёт британской авиации на Осло в Норвегии, во время Второй мировой войны. Целью налёта было здание Виктория-Террассе, штаб-квартира гестапо. Предполагалось, что это «поднимет моральный дух» норвежского народа и должно было совпасть с митингом норвежских коллаборационистов во главе с Видкуном Квислингом.

## Подготовка
Операция была проведена четырьмя самолетами de Havilland Mosquito из 105-й эскадрильи Королевских ВВС во главе с командиром эскадрильи Джорджем Парри, летевшим со штурманом летным офицером «Робби» Робсоном. Состав остальных трёх экипажей:
- Летный лейтенант Пит Роуленд и летный офицер Ричард Рейли
- Пилот-офицер Алек Бристоу и пилот-офицер Бернард Маршалл
- Летный сержант Гордон Картер и сержант Уильям Янг[2].

Чтобы сократить расстояние полета, четыре самолета были доставлены в RAF Leuchars в Файфе, Шотландия, где они были заправлены и загружены четырьмя 500-фунтов (230 кг) каждая.

## Операция
Операция включала в себя перелет туда и обратно на расстояние 1100 миль (1800 км) с налетом 4,75 часа, что делает ее самой продолжительной миссией с участием самолётов «Москито» на сегодняшний день. Бомбардировщики пересекли Северное море на высоте менее 100 футов (30 м), чтобы избежать перехвата вражеской авиацией, и ориентировались по мертвому счету. Каждый самолет был вооружен четырьмя 500-фунтовыми бомбами с 11-секундными взрывателями замедленного действия, поскольку при такой атаке на малой высоте бомбы могли повредить самолет, который их сбросил.
Несмотря на низкую высоту, «Москито» были перехвачены двумя истребителями «Фокке-Вульф» Fw 190 из 3/JG 5, летевшими из Ставангера, в результате чего «Москито» Гордона Картера совершил вынужденную посадку в Ослофьорде. Роуленда и Рейли преследовал другой Fw 190, пока он не врезался[прояснить] в дерево и не был вынужден прервать атаку.
По меньшей мере четыре бомбы попали в штаб-квартиру гестапо; одна не сдетонировала, в то время как три другие вылетели через противоположную стену, прежде чем взорваться. Здание не было разрушено, но пострадали несколько жилых домов, и 80 гражданских лиц погибли и получили ранения. Норвежское правительство в изгнании, которое не знало об этом рейде, позже выразило серьезную озабоченность британскому правительству. Официальные заявления немецких оккупационных сил утверждали, что было сбито несколько британских самолетов, в то время как на самом деле был потерян один «Москито».

## Влияние
Хотя налет не достиг своей цели, его сочли достаточно драматичным, чтобы использовать его для раскрытия британской общественности существования «Москито», и на следующий день (26 сентября) слушатели домашней службы BBC узнали, что впервые был обнаружен новый самолёт — «Москито», королевскими ВВС, и эта четверка совершила атаку на Осло на низком уровне.